# Robert Graf (Politiker)
Robert Graf (* 17. Juli 1929 in New York; † 24. Jänner 1996 in Wien) war ein österreichischer Politiker (ÖVP).

## Leben
Im Jahr 1935 kehrte Robert Graf gemeinsam mit seinen Eltern in das Burgenland nach Österreich zurück. Er besuchte die Handelsschule in Oberwart und war von 1950 bis 1972 Gastwirt am Eisenberg.
1972 arbeitete er kurzzeitig als Exportkaufmann. Von 1973 bis 1979 war er Geschäftsführer des Österreichischen Wirtschaftsverlages. 1989, nach seinem Ende als Bundesminister, nahm er diese Position erneut ein.
Graf erlitt im Oktober 1993 einen schweren Schlaganfall. Er war verheiratet und Vater zweier Kinder.

## Politik
Von 1961 bis 1966 war er Abgeordneter zum burgenländischen Landtag.
Graf war von 1966 bis 1986 Abgeordneter zum Nationalrat. Von Juli 1979 an war er Sprecher der ÖVP für den Bereich Wirtschaft. 1969 wurde er außerdem Vizepräsident des Wirtschaftsbunds in der Wirtschaftskammer Österreich. 1986 wollte sich Graf aus der Politik zurückziehen, er trat bei der Nationalratswahl 1986 auf keiner Wahlliste für ein Mandat an.
Dennoch übernahm er in der neu gebildeten Koalition aus SPÖ und ÖVP 1987 das Amt des Bundesministers für wirtschaftliche Angelegenheiten. Aufgrund einer öffentlich geführten Personaldiskussion innerhalb der ÖVP trat er am 10. April 1989 von seiner Funktion zurück. Sein Nachfolger war Wolfgang Schüssel.

## Auszeichnungen
- 1973: Großes Silbernes Ehrenzeichen für Verdienste um die Republik Österreich[1]
- 1978: Großes Goldenes Ehrenzeichen für Verdienste um die Republik Österreich[2]
- Komturkreuz des Landes Burgenland
- In Eisenstadt wurde der Robert Graf-Platz nach ihm benannt.